# Roger Hilton
Roger Hilton (Londra, 30 aprile 1911 – 23 febbraio 1975) è stato un pittore britannico.

## Biografia
Si formò nella Slade School di Londra tra il 1920 ed il 1931 e poi all'Académie Ranson di Parigi con Bissière. Pioniere dell'astrattismo puro in Inghilterra, negli anni '50 è stato tra i principali rappresentanti di uno stile nel quale i riferimenti alla figura umana, alla natura morta e al paesaggio intervengono entro dipinti di concezione astratta. Dalla stessa esecuzione emana un sentimento di primitiva potenza, che rivela l'interesse per l'arte infantile e l'arte povera.
Hilton è presente alla Tate Gallery con numerose opere; tra queste sono degne di menzione Gennaio del 1957, Giornata grigia al mare del febbraio 1960 e Settembre del 1961.